# Prima Categoria Basilicata 1971-1972
Nella stagione 1971-1972 la Prima Categoria Lucana era il quinto livello del calcio italiano (il massimo livello regionale). Tuttavia nel 1971-1972 in Basilicata il massimo livello regionale continuò ad essere la Prima Categoria.
Il campionato è strutturato in vari gironi all'italiana su base regionale, gestiti dai Comitati Regionali di competenza. Promozioni alla categoria superiore e retrocessioni in quella inferiore non erano sempre omogenee; erano quantificate all'inizio del campionato dal Comitato Regionale secondo le direttive stabilite dalla Lega Nazionale Dilettanti, ma flessibili, in relazione al numero delle società retrocesse dalla Serie D e perciò, a seconda delle varie situazioni regionali, la fine del campionato poteva avere degli spareggi sia di promozione che di retrocessione.

## Girone unico

### Squadre partecipanti
| Club                    | Città                   | Stagione precedente |
| ----------------------- | ----------------------- | ------------------- |
| S.C. Avigliano          | Avigliano (PZ)          |                     |
| U.S. Bernalda           | Bernalda (MT)           |                     |
| S.C. Ferrandina Pozzi   | Ferrandina (MT)         |                     |
| A.S. Genzano            | Genzano di Lucania (PZ) |                     |
| G.S. Gianni Rivera      | Matera                  |                     |
| G.S. Gibo Tolve         | Tolve (PZ)              |                     |
| A.S. Grassano           | Grassano (MT)           |                     |
| U.S. Libertas Invicta   | Potenza                 |                     |
| A.S. Melfi              | Melfi (PZ)              |                     |
| Pol. Michelino De Bonis | Pietragalla (PZ)        |                     |
| S.P. Montalbano         | Montalbano Jonico (MT)  |                     |
| Pol. Orazio Flacco      | Venosa (PZ)             |                     |
| U.S. Pisticci           | Pisticci (MT)           |                     |
| U.S. Stigliano          | Stigliano (MT)          |                     |
| Pol. Tricarico          | Tricarico (MT)          |                     |
| C.S. Vultur             | Rionero in Vulture (PZ) |                     |

### Classifica finale
|  | Pos. | Squadra            | Pt      | G   | V   | N   | P   | GF  | GS  | DR  |
|  | ---- | ------------------ | ------- | --- | --- | --- | --- | --- | --- | --- |
|  | 1.   | Orazio Flacco      | 45      | 28  | 20  | 5   | 3   | 66  | 18  | +48 |
|  | 2.   | Vultur Rionero     | 43      | 28  | 19  | 5   | 4   | 68  | 20  | +48 |
|  | 3.   | Pisticci           | 38      | 28  | 16  | 6   | 6   | 66  | 23  | +43 |
|  | 4.   | Libertas Invicta   | 36      | 28  | 13  | 10  | 5   | 46  | 29  | +17 |
|  | 5.   | Bernalda (-1)      | 33      | 28  | 16  | 2   | 10  | 49  | 34  | +15 |
|  | 6.   | Gianni Rivera      | 32      | 28  | 13  | 6   | 9   | 33  | 27  | +6  |
|  | 7.   | Stigliano          | 29      | 28  | 10  | 9   | 9   | 32  | 37  | -5  |
|  | 8.   | Tricarico (-1)     | 25      | 28  | 9   | 8   | 11  | 44  | 49  | -5  |
|  | 9.   | Avigliano          | 23      | 28  | 8   | 7   | 13  | 35  | 37  | -2  |
|  | 10.  | Gibo Tolve         | 22      | 28  | 5   | 12  | 11  | 33  | 46  | -13 |
|  | 11.  | Michelino De Bonis | 20      | 28  | 7   | 6   | 15  | 28  | 51  | -23 |
|  | 12.  | Ferrandina Pozzi   | 19      | 28  | 7   | 5   | 16  | 25  | 63  | -38 |
|  | 13.  | Genzano            | 18      | 28  | 7   | 4   | 17  | 20  | 55  | -35 |
|  | 14.  | Montalbano (-1)    | 17      | 28  | 4   | 10  | 14  | 24  | 46  | -22 |
|  | 15.  | Grassano (-1)      | 16      | 28  | 5   | 7   | 16  | 24  | 57  | -33 |
|  | ---  | Melfi              | Escluso |     |     |     |     |     |     |     |
|  |      |                    | 416     | 420 | 159 | 102 | 159 | 593 | 592 | 1   |

Legenda:
      Promosso in Serie D.
      Retrocesso in Seconda Categoria.
      Escluso dal campionato e retrocesso.
Regolamento:
Due punti a vittoria, uno a pareggio, zero a sconfitta.
Pari merito in caso di pari punti.
Note:
Bernalda, Tricarico, Montalbano e Grassano hanno scontato 1 punto di penalizzazione in classifica per una rinuncia.